# Émile Beaussire
Émile Jacques Armand Beaussire, né à Luçon le 26 mai 1824 et mort à Paris le 8 mai 1889, est un professeur, philosophe et homme politique français.

## Biographie

### Jeunesse et études
Il fait ses études au collège de Luçon, à La Roche-sur-Yon, puis au collège Louis-le-Grand. Il est admis second à l'École normale supérieure de la rue d'Ulm. Il est ensuite reçu deuxième à l'agrégation de philosophie, entre Ernest Renan et Elme-Marie Caro.

### Parcours professionnel
Il entame en 1847 sa carrière d'enseignant aux collèges de Lille, Tournon et Grenoble. Ayant obtenu son doctorat en 1855, il devient professeur de littérature étrangère à la faculté des lettres de Poitiers. À partir de 1865, il est professeur de philosophie à Paris, au collège Rollin, au collège Charlemagne, puis à l'École normale où il est le suppléant de Jules Lachelier. En 1871, un article qu'il fait paraître dans la Revue des deux Mondes, où il proteste contre les excès de la Commune, lui vaut d'être incarcéré pendant quelques jours à la prison Mazas. Il est ensuite député de la Vendée de 1871 à 1876, de 1876 à 1877, et de 1879 à 1881, mais, écœuré par la politique, il ne se représente pas aux élections de 1881. Lors de la crise du 16 mai 1877, il est l'un des 363 opposants au ministère de Broglie. 
Il est membre du conseil d'administration de l'École libre des sciences politiques. En 1880, il est élu membre de l'Académie des sciences morales et politiques, qu'il représente par deux fois au Conseil supérieur de l'Instruction publique.

## Principales publications
- Du Fondement de l'obligation morale, thèse présentée à la Faculté des lettres de Paris (1855)
- Lectures philosophiques, ou Leçons de logique extraites des auteurs dont l'étude est prescrite par l'Université, et rédigées sur le plan du cours de logique des lycées et du programme de logique pour les examens du baccalauréat ès lettres et du baccalauréat ès sciences (1857)
- Antécédents de l'Hégélianisme dans la philosophie française. Dom Deschamps, son système et son école d'après un manuscrit et des correspondances inédites du XVIIIe siècle Éd. Germer Baillière, coll. «Bibliothèque de philosophie contemporaine» (1865)
- La Liberté dans l'ordre intellectuel et moral, études de droit naturel (1866)
- Étude sur la philosophie de Dante (1868) Texte en ligne
- La Guerre étrangère et la guerre civile en 1870 et en 1871 (1871)
- La Liberté d'enseignement et l'Université sous la Troisième République (1884) Texte en ligne
- Les Principes de la morale, Félix Alcan, coll. «Bibliothèque de philosophie contemporaine» (1885)
- Les Principes du droit, Félix Alcan, coll. «Bibliothèque de philosophie contemporaine» (1888) Texte en ligne